# Vianópolis (ort)
Vianópolis är en ort i Brasilien.   Den ligger i kommunen Vianópolis och delstaten Goiás, i den sydöstra delen av landet, 120 km sydväst om huvudstaden Brasília. Vianópolis ligger 1 006 meter över havet och antalet invånare är 7 807.
Terrängen runt Vianópolis är huvudsakligen platt. Vianópolis ligger uppe på en höjd. Närmaste större samhälle är Silvânia, 13,4 km nordväst om Vianópolis.
Omgivningarna runt Vianópolis är huvudsakligen savann. Runt Vianópolis är det glesbefolkat, med 13 invånare per kvadratkilometer.